# ウィントン (小惑星)
ウィントン (19384 Winton) は小惑星帯に位置する小惑星。チェコのクレチ天文台でヤナ・チハー (J. Tichá) とミロシュ・チヒー (Miloš Tichý) が発見した。
第二次世界大戦がはじまる直前、ナチス・ドイツによるユダヤ人強制収容所に送られようとしていたチェコのユダヤ人の子どもたちおよそ669人を救出し、イギリスに避難させるという活動を組織したニコラス・ウィントンから命名された。